# دولار أمريكي معدني

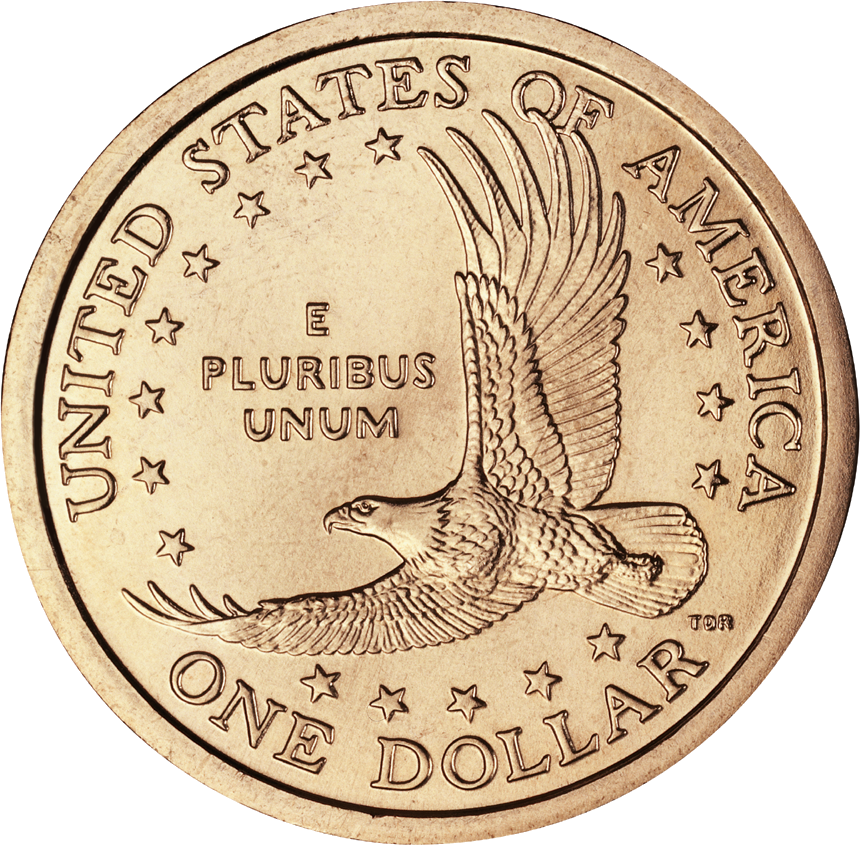
دولار ذهبي حديث

الدولار الأمريكي المعدني هي قطعة نقدية معدنية من فئة دولار أمريكي واحد. سُكَّ الدولار المعدني الأمريكي وفئاته الأصغر لأول مرة سنة 1794؛ وكان يسك من فلزات مختلفة، النفيسة منها مثل الذهب والفضة، وكذلك الوضيعة. اقتصرت فترة استخدام الدولار الذهبي في النصف الثاني من القرن التاسع عشر؛ بالمقابل فإن إصدارات خاصة من الدولار الأمريكي المعدني مثل دولار ساكاجاويا والدولار الأمريكي المعدني الرئاسي أطلق عليها اسم دولار ذهبي لأنها ذات لون ذهبي، ولكنها كانت مصنوعة من سبيكة نحاس أصفر مكوّنة من النحاس بالإضافة إلى 7% منغنيز.
شجعت السلطات الأمريكية مواطنيها على استخدام الدولار الأمريكي المعدني في المعاملات المالية من أجل توفير الكلف المرتبطة بطباعة النسخة الورقية منه؛ وذلك بالترويج لبرنامج الدولار الأمريكي المعدني الرئاسي، القائم على سك الدولار الأمريكي وفئاته المعدنية مع دمغة لرؤساء الولايات المتحدة؛ إلا أن أغلب الأمريكيين يفضلون التعامل بالعملة الورقية. لهذا السبب فإن دار السك الأمريكية توقفت عن سك الدولار الأمريكي المعدني للتداول، واقتصرت على سكه بوجه خاص لجامعي العملات والنقود.

## الشعبية

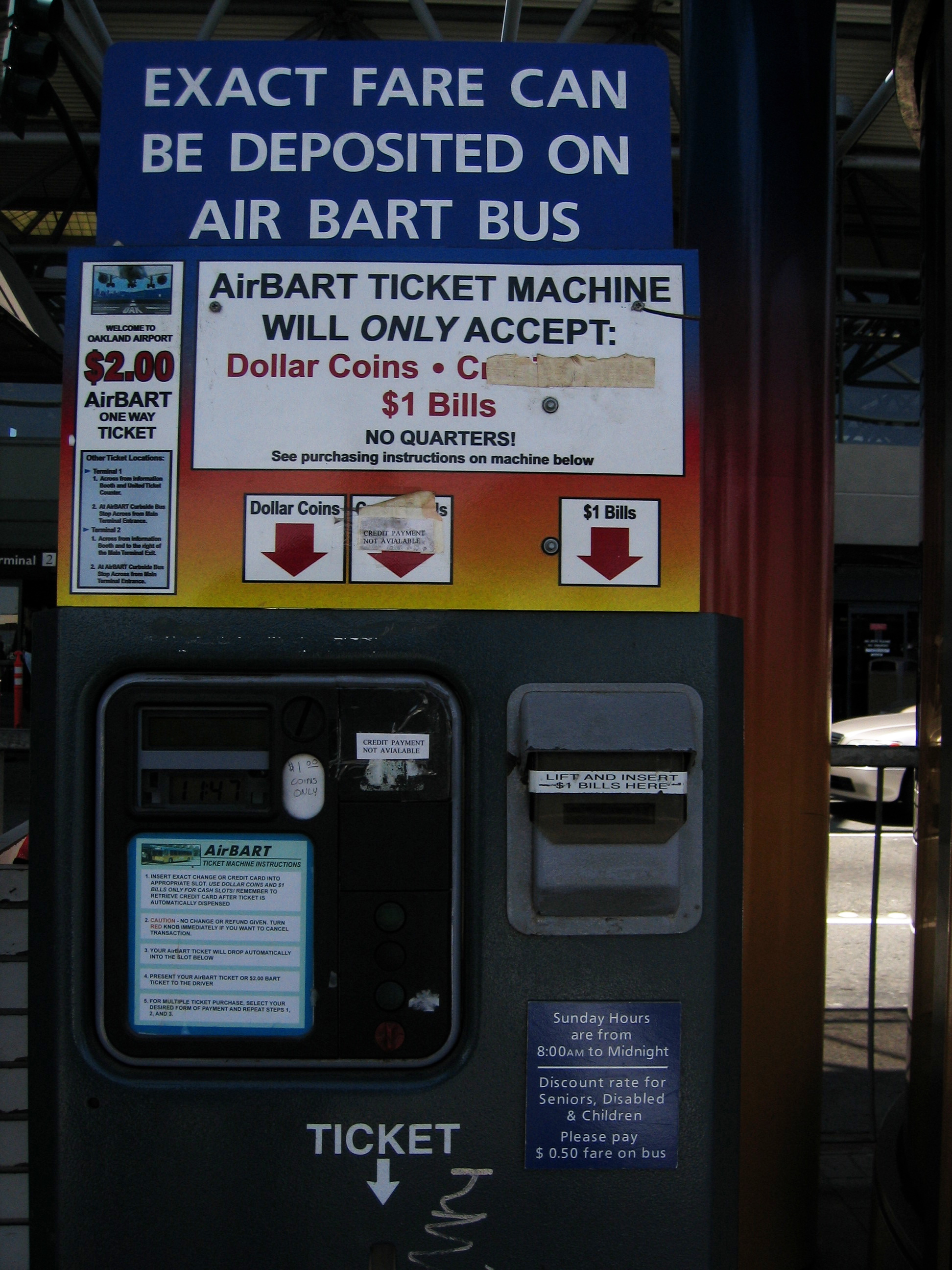
جهاز ايربارت الذي يقبل عملات الدولار

لم تكن العملات المعدنية بقيمة دولار واحد -سواء في شكل فضي أو معدني أساسي- شائعة التداول منذ القرن التاسع عشر وحتى الوقت الحاضر، مع المحاولات العديدة لزيادة استخدامها منذ سبعينيات القرن العشرين لأسباب مختلفة:
- من عام 1792 إلى عام 1803 كان سعر العملة المعدنية بقيمة دولار واحد يقارن بدرجة إيجابية بالدولار الإسباني وقبلت بالقيمة الاسمية للمشتريات الخارجية. كما علق سكها في عام 1803 لأنها لم تظل متداولة محليًا لفترة طويلة.
- أثناء اندفاع الذهب في كاليفورنيا في خمسينيات القرن التاسع عشر، كان سعر الدولار الفضي 371.25 grain (24.057 غ) وكانت قيمتها الدولية أكبر من قيمة الدولار الذهبي الذي يساوي 23.22 grain (1.505 غ) ثم صدرت (انظر قانون جريشام). وعلى نحو مماثل كان الدولار الذهبي في الفترة من 1849 إلى 1889 عبارة عن عملة صغيرة يبلغ قياس قطر العملة المعدنية 13–15 مليمتر (0.51–0.59 بوصة) مما يصعب الإمساك بها ويسهل فقدانها، وهي مشكلة خطيرة عندما كان الدولار الواحد يعادل أجر يوم عمل واحد.
- في حين قاموا بسك أعداد كبيرة من دولارات مورغان الفضية منذ عام 1878 بموجب قانون بلاند أليسون، كان هناك أيضًا خيار للاحتفاظ بشهادات فضية مدعومة بالكامل بدولارات فضية محفوظة في الاحتياطيات. وبناء على ذلك اختارت أغلبية المواطنين استخدام شهادات الفضة، في حين ظلت معظم الدولارات الفضية راكدة داخل خزائن وزارة الخزانة والبنوك.

لم تُتداول العملات المعدنية الأساسية بقيمة 1 دولار والتي سكت من عام 1971 فصاعدًا على نطاق واسع أيضًا، وكان السبب الأكثر أهمية هو استمرار تداول ورقة الدولار الواحد.
- لم يكن الدولار أيزنهاور المغطى بالنحاس والنيكل والذي سك من عام 1971 إلى عام 1978 شائعًا بسبب حجمه الكبير مقارنة بقيمته المتناقصة تدريجيًا.
- كانت عملة الدولار سوزان بي أنتوني ذات الحجم الأصغر والتي سكت من عام 1979 إلى عام 1981 ومرة أخرى في عام 1999 غير شعبية للغاية لأنه كان يخلط بينها وبين العملات المعدنية من فئة الربع دولار؛ وذلك بسبب تساوي حجمها تقريبًا ولون حافتها المضلعة.
- أصدرت دولارات ساكاجاويا وعملات الدولار الرئاسية منذ عام 2000. حيث تتميز هذه العملات المعدنية بوزن مميز ولون ذهبي وحافة ناعمة. ومع هذه الحلول لا تزال الدولارات الذهبية تتداول بأسلوب ضعيف منذ استمرار إنتاج ورقة الدولار الواحد.

إن عدم قبول العملات المعدنية بقيمة 1 دولار في الولايات المتحدة يتناقض مع الممارسة في معظم البلدان المتقدمة الأخرى حيث توجد فئات ذات قيمة مماثلة في العملات المعدنية فقط. على سبيل المثال فإن أدنى قيمة للجنيه الإسترليني واليورو والين الياباني هي أوراق نقدية بقيمة 5 جنيهات إسترلينية و5 يورو و1000 ين على التوالي، كل منها تساوي أكثر من 5 دولارات أمريكية. لقد نجحت هذه العملات المعدنية ذات القيمة العالية (مثل عملة 2 يورو أو "التوني" الكندية أو 5 فرنكات سويسرية) إلى حد كبير بسبب إزالة (أو عدم وجود) إصداراتها الورقية المقابلة، في حين لم تتخذ حكومة الولايات المتحدة أي إجراء لإزالة ورقة الدولار الواحد. كما صرح مكتب المحاسبة الحكومية (جي إيه أو) أن التوقف عن استخدام ورقة الدولار لصالح عملة الدولار المعدنية من شأنه أن يوفر للحكومة الأمريكية ما يقرب من 5٫5 بليون دولار أمريكي على مدى ثلاثين عامًا في المقام الأول من خلال إصدار العملة. ورفض بنك الاحتياطي الفيدرالي طلب العملة من دار سك العملة للتوزيع مشيرًا إلى نقص الطلب، وفقًا لما ذكره مدير دار سك العملة السابق فيليب دييل في نوفمبر 2012.
مهما كان السبب فقد زعم مسؤول في دار سك العملة الأمريكية في اجتماع عقد في نوفمبر 2012 أن معظم العملات المعدنية بقيمة 2.4 مليار دولار والتي سكت في السنوات الخمس السابقة لم تكن متداولة.
أعاد مكتب المحاسبة العامة تقدير تكلفة استبدال ورقة الدولار الواحد في عام 2019 ووجد لأول مرة أن ذلك من شأنه أن يتسبب في خسارة الحكومة ما بين 611 مليون دولار أمريكي و 2٫6 بليون دولار أمريكي بسبب استخدام الأموال المادية بدرجة أقل، مما أدى إلى بقاء أوراق الدولار في التداول لفترة أطول مقارنة بتحليل عام 2011.

## علامات دار السك
القائمة أدناه هي لجميع علامات دار السك المستخدمة على عملة الدولار:
- سي: شارلوت بكارولاينا الشمالية (عملات ذهبية فقط؛ 1838–1861).
- سي سي: كارسون سيتي بنيفادا (1870–1893).
- دي: دالونيجا بجورجيا (عملات ذهبية فقط؛ 1838–1861).
- دي: دنفر بكولورادو (1906 حتى الآن).
- أو: نيو أورليانز بلويزيانا (1838–1861؛ 1879–1909).
- بيه: فيلادلفيا ببنسلفانيا (قاموا بإنتاجها من عام 1793 حتى الآن، وقدمت علامة دار السك في عام 1979).
- أس: سان فرانسيسكو بكاليفورنيا (1854 حتى الآن).
- دبليو: ويست بوينت بنيويورك (1984 حتى الآن).

## التاريخ

### عملات الدولار الأقدم

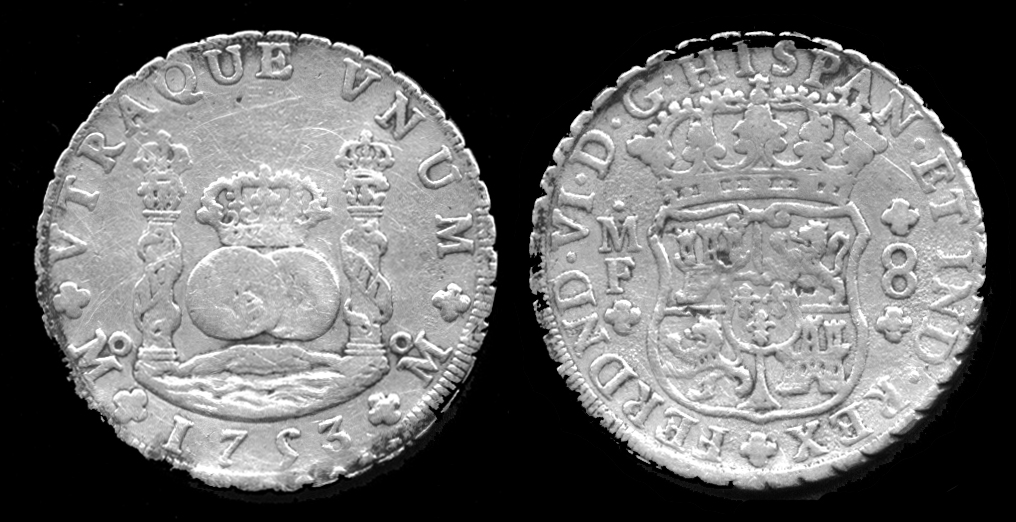
كان الدولار الإسباني هو الأساس للدولار الفضي الأمريكي.

قبل الحرب الثورية الأمريكية كانت العملات المعدنية من العديد من الدول الأوروبية متداولة بحرية في المستعمرات الأمريكية، كما كانت العملات المعدنية التي أصدرتها المستعمرات المختلفة متداولة بحرية. وكان من أبرز هذه العملات عملات الدولار الفضية الإسبانية (وتسمى أيضًا قطع الثماني أو الثمانية ريالات) التي قاموا بسكها في المكسيك ومستعمرات أخرى باستخدام الفضة المستخرجة من مناجم أمريكا الشمالية والوسطى والجنوبية. وكانت هذه العملات المعدنية -إلى جانب عملات أخرى مماثلة في الحجم والقيمة- قيد الاستخدام في جميع أنحاء المستعمرات -وفي وقت لاحق في الولايات المتحدة- وكانت بمثابة عملة قانونية حتى عام 1857.

في عام 1776 سكت عدة آلاف من العملات المعدنية القارية المصنوعة من القصدير. مع عدم تأكيد ذلك يعتقد العديد من علماء العملات أن هذه كانت عملات معدنية نموذجية لعملة الدولار الفضي المقترحة التي وافق عليها الكونجرس القاري لدعم العملة القارية الفاشلة بسرعة -وهي المحاولة الأولى للولايات المتحدة الناشئة في إصدار عملة ورقية. كما سكت العديد من الأمثلة من النحاس والفضة -ولكن لم تنتج عملة متداولة- ويرجع ذلك بحد كبير إلى الصعوبات المالية لإدارة الحرب الثورية. كما تحمل عملة الدولار القارية تاريخ 1776، وفي حين أن فئتها الحقيقية غير معروفة فإن حجمها عمومًا يكون بحجم الدولارات اللاحقة وقد ظل الاسم ثابتًا. ولقد أدى فشل العملة القارية إلى تفاقم عدم الثقة في العملة الورقية بين السياسيين والشعب على نطاق واسع. تشير رسائل توماس جيفرسون إلى أنه كان يرغب في أن تتجنب الولايات المتحدة النقود الورقية وتسك بدلاً من ذلك عملات معدنية ذات قيمة وأهمية مماثلة للعملات الأجنبية المتداولة في ذلك الوقت.
قانون العملة لعام 1792 سمح بإنتاج عملات الدولار من الفضة. وأنتجت دار سك العملة الأمريكية عملات الدولار الفضية من عام 1794 إلى عام 1803، ثم توقفت عن الإنتاج المنتظم للدولارات الفضية حتى عام 1836. سكت أول دولارات فضية -1758 منها على وجه التحديد- في 15 أكتوبر 1794، وقاموا بتسليمها على الفور إلى مدير دار سك العملة ديفيد ريتنهاوس لتوزيعها على كبار الشخصيات كتذكارات. ومنذ ذلك الحين وحتى عام 1804، ضربت بكميات متفاوتة. وهناك تصميمان للوجه الأمامي: الشعر المتدفق (1794-1795) والتمثال النصفي المنسدل (1795-1804). كما أن هناك أيضًا تصميمان عكسيان مستخدمان لمجموعة متنوعة من التمثال النصفي الملفوف: النسر الصغير (1795-1798) والنسر الشعاري (1798-1804). وتحظى الدولارات الفضية الأصلية من هذه الفترة بتقدير كبير من قبل هواة جمع العملات المعدنية ولها قيمة استثنائية، وتتراوح من الشائعة إلى النادرة بوجه لا يصدق. بسبب الممارسة المبكرة المتمثلة في نقش كل قالب يدويًا هناك العشرات من الأصناف المعروفة لجميع التواريخ بين عامي 1795 و1803.
وهي أيضًا واحدة من فئتين فقط (الفئة الأخرى هي السنت) يقومون بسكها كل عام منذ إنشائها خلال العقد الأول من تشغيل دار سك العملة. مع أن الدولار الإسباني الجديد أو 8 ريالات الذي سك بعد عام 1772 كان يحتوي نظريًا على 417.7 حبة من الفضة بدرجة نقاء 130/144 (أو 377.1 حبة من الفضة النقية)، إلا أن الاختبارات الموثوقة لتلك الفترة أكدت محتوى الفضة النقية بمقدار 370.95 grain (24.037 غ) بالنسبة لمتوسط الدولار الإسباني المتداول. الدولار الفضي الأمريكي الجديد بقيمة 371.25 grain (24.057 غ) وعلى هذا قورنت بأسلوب إيجابي واستقبلت على قدم المساواة مع الدولار الإسباني للمدفوعات الأجنبية، وفي عام 1803 أوقف الرئيس توماس جيفرسون إصدار دولارات فضية جديدة مصنوعة من موارد دار سك العملة الأمريكية المحدودة لأنها فشلت في البقاء في التداول المحلي. وثم يتضح أنه أصبح نصف الدولار الأقل قابلية للتصدير أكبر عملة فضية مصنوعة في الولايات المتحدة قيد الاستخدام المحلي على مدى العقود العديدة التالية. ولم يقوموا بالحفاظ على محتوى الفضة النقية في البيزو المكسيكي الذي بلغ 377.1 حبة إلا بعد استقلال المكسيك في عام 1821، وهو ما اضطر الولايات المتحدة في وقت لاحق إلى التنافس عليه باستخدام عملة الدولار التجاري الأثقل وزناً التي بلغ وزنها 378.0 grain (24.49 غ) من الفضة النقية.

### الدولار 1804

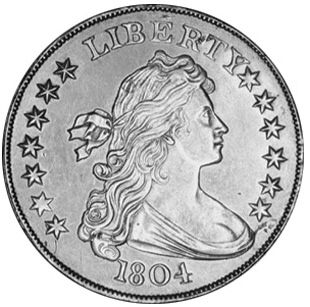
الدولار الفضي لعام 1804

يُعد الدولار لعام 1804 واحدًا من أندر العملات المعدنية وأشهرها في العالم. كان إنشائها نتيجة خطأ بسيط في المحاسبة ولكن مكانتها باعتبارها نادرة ذات قيمة عالية رسخ منذ ما يقرب من قرن ونصف. كانت الدولارات الفضية التي ذكرت دار سك العملة أنها سُكّت في عام 1804 مؤرخة بعام 1803. (نظرًا لأن الفولاذ المستخدم في صنع القالب كان باهظ الثمن للغاية في أوائل القرن التاسع عشر فقد استُخدمت القوالب حتى أصبحت غير صالحة للعمل. وهذا هو السبب في أن العديد من العملات الأمريكية المبكرة تُظهر أنواعًا مختلفة من تشققات القالب والانسدادات والخدوش وعلامات الاصطدام وغيرها من علامات التآكل المتأخرة للقالب. تحتوي كل عملة أمريكية تقريبًا سكت من عام 1793 إلى عام 1825 على مثال سك في عام مختلف عن العام الذي تحمله. لم تسك أي دولارات تحمل تاريخ 1804 في عام 1804، مع أن هذا لم يكن معروفًا لمسؤولي دار السك في الوقت الذي ظهر فيه دولار 1804.
أنتج الدولار الفضي لعام 1804 في الواقع في عام 1834 عندما قررت وزارة الخارجية الأمريكية إنتاج مجموعة من العملات المعدنية الأمريكية لاستخدامها كهدايا للحكام في آسيا في مقابل الحصول على مزايا تجارية. وبما أن عام 1804 كان آخر عام مسجل لسك العملات المعدنية لكل من الدولار والعملة فئة 10 دولارات إيجل فقد تقرر أن تحتوي المجموعة على أمثلة من تلك العملات المعدنية التي يعود تاريخها إلى عام 1804، بالإضافة إلى الفئات الأخرى التي تنتج حاليًا. لم يدرك مسؤولو دار سك العملة أن أكثر من 19 ألف دولار مسجلة على أنها أنتجت في عام 1804 كانت جميعها مؤرخة بعام 1803، فشرعوا في صنع قوالب جديدة تحمل تاريخ 1804. من المعروف أن هناك 15 دولاراً فضياً فقط يعود تاريخها إلى عام 1804؛ وفي عام 1999 بيع أحدها في مزاد علني مقابل أكثر من 4 ملايين دولار. هناك 8 دولارات من الفئة الأولى ضربت في عام 1834 للمجموعات المذكورة أعلاه، ودولار واحد من الفئة الثانية ضرب على عملة ثالر سويسرية من عام 1857 (وتوجد الآن في مجموعة العملات الأمريكية في مؤسسة سميثسونيان)، و6 دولارات من الفئة الثالثة ضربت سراً في وقت ما بين عامي 1858 و1860 لتلبية طلب هواة جمع العملات على العملة.

### دولار الحرية الجالس (1836–1873)
قدمت دولارات ليبرتي سيتد في عام 1836 وسكت بكميات أقل من دولار غوبرشت الذي سبقه والذي سك بكميات قليلة. ظلت الدولارات مستخدمة في التداول العام حتى عام 1873. لقد أدى إنتاج أعداد كبيرة من العملات الذهبية الأمريكية (سكت أول عملات ذهبية بقيمة 1 دولار و20 دولارًا في عام 1849) من مناجم كاليفورنيا الجديدة إلى خفض سعر الذهب، ونتيجة لذلك زيادة قيمة الفضة. بحلول عام 1853 كانت قيمة الدولار الفضي الأميركي المحتوية على 1.04 دولار من الفضة تعادل 32 دولار اليوم. بموجب قانون سك العملة لعام 1853 خفضت جميع العملات الفضية الأمريكية باستثناء الدولار الفضي الأمريكي والعملة الجديدة بقيمة 3 سنتات بنسبة 6.9% من حيث الوزن مع وجود أسهم على التاريخ للإشارة إلى التخفيض. واستمر سك الدولار الفضي الأمريكي بأعداد صغيرة للغاية وذلك بشكل أساسي كعملة للتجارة الخارجية مع الشرق.
لم يعجب شركاء التجارة الدوليين حقيقة أن العملات المعدنية الأمريكية خفض وزنها. أصبح استخدام نصف الدولار الأكثر شيوعًا مشكلة حيث كان على التجار فصل العملات ذات القيمة الأعلى التي تعود إلى ما قبل عام 1853 عن العملات المخفضة الأحدث. منذ عام 1853 فصاعدًا كانت التجارة مع آسيا تتم عادةً باستخدام العملات المكسيكية التي احتفظت بوزنها ونقائها في القرن التاسع عشر. انتهى هذا في عام 1874 عندما انخفض سعر الفضة بحيث أصبح الدولار الفضي يحتوي على أقل من 1.00 دولار من الفضة (بسبب كميات هائلة من الفضة القادمة من مناجم كومستوك لود في نيفادا). بحلول عام 1876 استخدمت جميع العملات الفضية كعملة، وبحلول عام 1878 أصبح الذهب مساويًا لجميع الدولارات الورقية الأمريكية. ابتداءً من عام 1878 أنتجت كميات هائلة من دولارات مورغان الفضية لكن القليل منها استُخدم كعملة. كان الحجم كبيرًا جدًا لإجراء الأعمال التجارية لذا استخدمت الشهادات الفضية بدلاً من ذلك. قامت دار سك العملة بصنع العملات المعدنية ووضعها في خزائنها وإصدار شهادات الفضة بدلاً من ذلك. هذا هو السبب في إمكانية شراء العديد من دولارات مورجان وبيس في حالة إيه يو أو يو أن سي (قريبة من المثالية) حيث كانت موجودة في البنوك أو خزائن خزانة المالية الأمريكية معظم الوقت.
يتكون كل دولار من عملة الحرية الجالسة من 0.77344 أونصة طروادة من الفضة. سكت في فيلادلفيا ونيو أورليانز وكارسون سيتي وسان فرانسيسكو. سيكون سعر الدولار الفضي 1 دولار من الفضة إذا كان سعر الفضة 1٫29 دولار أمريكي لكل أونصة طروادة. السعر الحالي للفضة (29 يناير 2021) هو 27٫03 دولار أمريكي لكل أونصة طروادة لذا فإن قيمة الدولار الفضي بالقيمة المنصهرة تبلغ حوالي 20٫90 دولار أمريكي.

### عملات الدولار الذهبية (1849–1889)
الدولار الذهبي يزن 1.672 جرامًا أنتج من عام 1849 إلى عام 1889 بنسبة 90% من الذهب و10% من النحاس. كانت عملات الدولار الذهبية من عام 1849 إلى عام 1853 عبارة عن 13 مم، وتُسمى بالنوع الأول. كانت الدولارات الذهبية من النوع الثاني أرق ولكنها أكبر حجمًا عند 15 مم. يبلغ قطرها 1.5 مم وأنتجت في الفترة من 1854 إلى 1855. الدولار الذهبي الأكثر شيوعًا هو النوع الثالث والذي سك من عام 1856 حتى عام 1889. كان إنتاج الدولار الذهبي الأمريكي مرتفعًا حتى الحرب الأهلية وبحلول عام 1863 لم ينتج سوى العملات الذهبية ذات القيمة الأكبر بكميات كبيرة. أنتجت معظم العملات الذهبية منذ عام 1863 فصاعدًا للاستيراد لدفع ثمن كميات هائلة من المواد الحربية والفوائد على بعض سندات الحكومة الأمريكية. العديد من هذه العملات المعدنية من الحرب الأهلية وما بعدها (بما في ذلك العملات الفضية) في حالة ممتازة منذ أن شهدت تداولًا محدودًا للغاية مع استبدالها بالعملات الخضراء والعملات البريدية.
تتكون من 90% من الذهب الخالص وكانت أصغر فئة من العملة الذهبية التي أنتجتها الحكومة الفيدرالية للولايات المتحدة على الإطلاق. عندما صمم نظام سك العملة الأمريكي في الأصل لم تكن هناك خطط لعملة دولار ذهبية ولكن في أواخر أربعينيات القرن التاسع عشر بعد اندفاعتين للذهب كان الكونجرس يتطلع إلى توسيع استخدام الذهب في عملة البلاد. اعتمد الدولار الذهبي بموجب قانون 3 مارس 1849 وبدأ تداول العملة ذات رأس الحرية بعد ذلك بفترة وجيزة. بسبب القيمة العالية للذهب فإن الدولار الذهبي هو أصغر عملة في تاريخ سك العملات الأمريكية.
مع أن الدولارات الذهبية الحقيقية لم تعد تُسك إلا أن دولارات ساكاجاويا والرئاسية والأمريكية المبتكرة يشار إليها أحيانًا باسم الدولارات الذهبية بسبب لونها.

### الدولار التجاري (1873-1885)
أنتج الدولار التجاري استجابة لقوى غربية أخرى مثل بريطانيا العظمى وإسبانيا وفرنسا والمكسيك بوجه خاص للتنافس مع هذه العملات التجارية لاستخدامها في التجارة في آسيا. في حين بلغ سعر الدولار الإسباني السابق 370.95 grain (24.037 غ) تحتوي على فضة نقية أقل من عملة الدولار القياسية التي يبلغ وزنها 371.25 grain (24.057 غ) احتوى البيزو المكسيكي الذي سك بعد استقلال المكسيك على 377.1 grain (24.44 غ) من الفضة النقية. لذلك كان على الدولار التجاري الأمريكي أن يحتوي على المزيد من الفضة بنسبة 420 حبة من الفضة النقية بنسبة 90%، ومحتوى ناعم 378.0 grain (24.49 غ) أو 0.44 جرام من الفضة النقية أكثر من عملات ليبرتي دولار و مورغان دولار المتداولة بانتظام. انتهت معظم الدولارات التجارية في الصين خلال أول عامين من إنتاجها حيث حققت نجاحًا كبيرًا. ويظهر على العديد منها ثقوب أو علامات قطع تمثل أختامًا مضادة من التجار الآسيويين للتحقق من صحة العملات المعدنية. تحمل أيضًا العديد من العملات التجارية للقوى الغربية والعملات الفضية الكبيرة من الصين وكوريا واليابان هذه العلامات. في حين أن معظم العملات المعدنية التي تحمل علامات القطع تكون قيمتها أقل عمومًا من تلك التي لا تحمل علامات القطع إلا أن بعض علامات القطع الأكثر إثارة للاهتمام يمكن أن تمنح العملة المعدنية علاوة متواضعة.
لم تكن الدولارات التجارية متداولة في الولايات المتحدة في البداية ولكنها كانت عملة قانونية تصل قيمتها إلى 5 دولار أمريكي. لكن الأمور تغيرت في عام 1876 عندما انخفض سعر الفضة بشكل حاد مع قيام المنتجين الغربيين بإغراق السوق بالفضة مما جعل قيمة الدولار التجاري أعلى من قيمته الاسمية مقارنة بمحتواه من الفضة. وقد أدى ذلك إلى عودة دولارات التجارة إلى الولايات المتحدة حيث اشتريت بما يعادل 80 سنتا أميركيا في آسيا، ثم أنفقت بسعر 1 دولار أمريكي في الولايات المتحدة. وقد دفع هذا الكونجرس إلى إلغاء وضعهم القانوني كعملة، وتقييد سك عملاتهم لتلبية الطلب على التصدير فقط. ولكن هذا لم يمنع الأشخاص عديمي الضمير من شراء دولارات تجارية بقيمة السبائك واستخدامها كدفعة بقيمة 1 دولار أمريكي للعمال والتجار غير المطلعين.
أوقف إنتاج الدولار التجاري رسميًا بسبب الإضرابات التجارية في عام 1878، وبعد ذلك من عام 1879 إلى عام 1885 أنتج فقط كأمثلة تجريبية للعملة. أنتجت إصدارات عامي 1884 و1885 سراً ولم تكن معروفة لهواة الجمع حتى عام 1908.
في فبراير 1887 أصبحت جميع الدولارات التجارية الغير مشوهة والغير ممزقة قابلة للاسترداد إلى خزانة الولايات المتحدة مقابل 1 دولار أمريكي وسلم ما يقرب من 8 ملايين منها.

### دولار مورغان (1878–1904، 1921، 2021 حتى الآن)

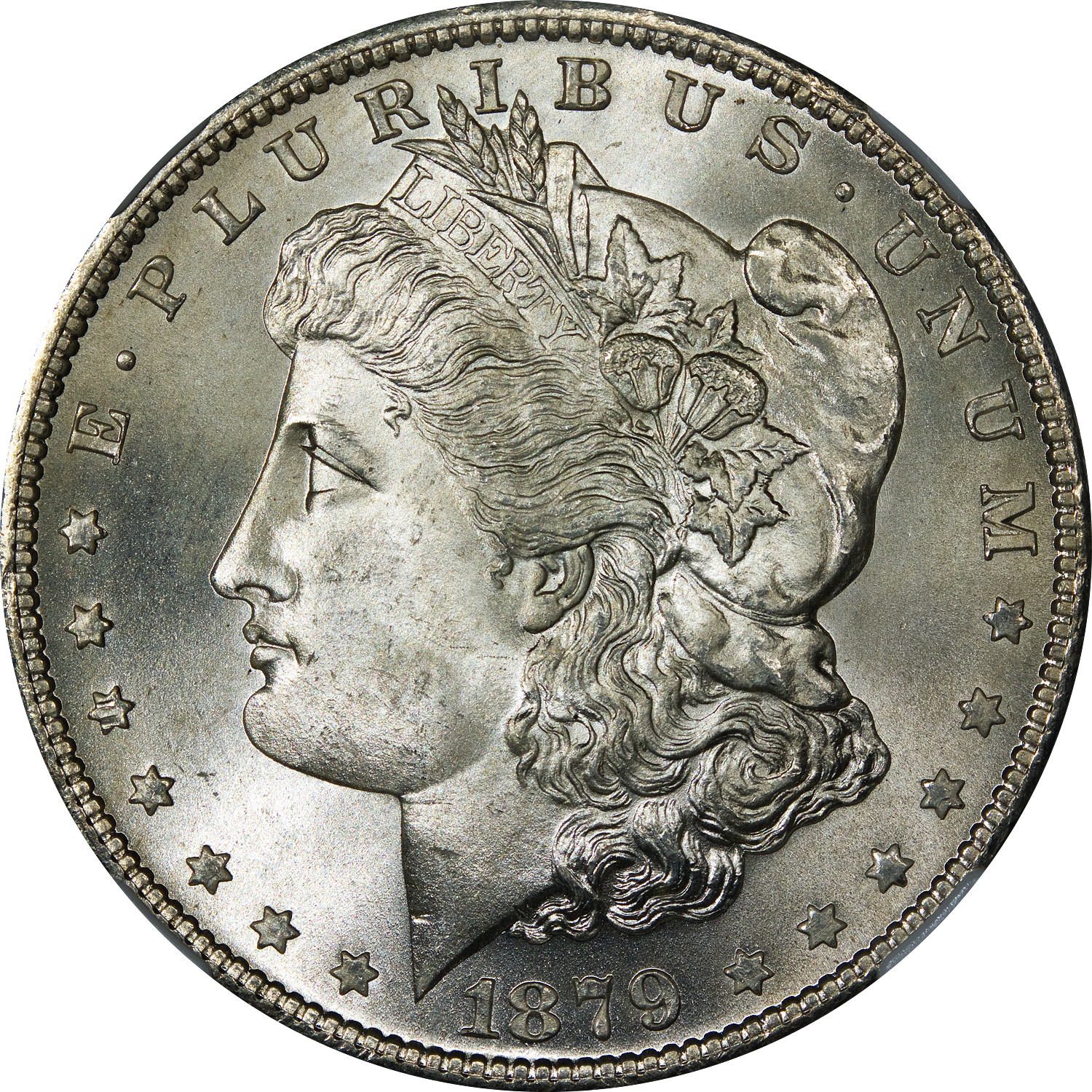
دولار مورغان الفضي

دولارات مورغان الفضية تتكون جميعها من 90% فضة و10% نحاس (أقل قليلاً من الفضة الإسترليني 92.5%) تحتوي على 26.73 غ (0.859 ozt) من الفضة الخالصة سكت بين عامي 1878 و1904 مع سكها في عام 1921 وسكها التذكاري في عام 2021. العملات المعدنية المؤرخة عام 1921 هي الأكثر شيوعًا وهناك سوق كبير لهواة جمع العملات المعدنية التي تحتوي على عينات غير متداولة من التواريخ النادرة وعلامات السك. تحتل دولارات مورجان المرتبة الثانية بعد سنتات لينكولن من حيث شعبية جمعها. سميت العملة المعدنية على اسم جورج تي مورجان مصممها. سكت دولارات مورغان في فيلادلفيا (بدون علامة سك) ونيو أورليانز (علامة سك "أو") وسان فرانسيسكو (علامة سك "س") وكارسون سيتي (علامة سك "سي سي") و(في عام 1921 فقط) دنفر (علامة سك "د"). توجد علامة دار السك على الوجه الخلفي أسفل الإكليل فوق الحرف "أو" في كلمة "دولار". بدأ إنتاج دولار مورجان مرة أخرى في عام 2021 وأعلن مسؤولو دار سك العملة الأمريكية عن نيتهم في مواصلة إنتاجها في عام 2023 وما بعده.

### دولار السلام (1921-1928، 1934-1935، 2021 حتى الآن)
قدم دولار السلام في ديسمبر 1921 وكان يحتوي على نفس نسبة الفضة إلى النحاس مثل دولار مورغان وصممه الحائز على الميداليات أنتوني دي فرانسيسكي، وأصدر لإحياء ذكرى توقيع معاهدات السلام الرسمية بين قوات الحلفاء وألمانيا والنمسا. أنهت هذه المعاهدات رسميًا الأعمال العدائية التي خاضتها قوات الحلفاء خلال الحرب العالمية الأولى مع هاتين الدولتين. في عام 1922 جعلت دار سك العملة إنتاج الدولار الفضي على رأس أولوياتها مما أدى إلى إنتاج فئات أخرى بشكل ضئيل أو على الإطلاق في ذلك العام. توقف الإنتاج مؤقتًا بعد عام 1928 حيث كانت الخطط الأصلية تنص على تعليق لمدة عام واحد فقط، ولكن مدد هذه المدة بسبب الكساد الأعظم. استؤنفت عملية سك العملة في عام 1934 ولكن لمدة عامين فقط.
في مايو 1965 سك أكثر من 316000 دولار سلام كلها في دار سك العملة في دنفر وتاريخها 1964-D؛ ومع ذلك تخلو عن خطط استكمال هذه العملة، وصهر معظم العملات التي سكت بالفعل مع الحفاظ على عينتين تجريبيتين معروفتين (لأغراض التحليل) حتى عام 1970 عندما صهرتا أيضًا، ولم تصدر أي منهما للتداول أو لأغراض التجميع. يشاع أن قطعة واحدة أو أكثر لا تزال موجودة وأبرزها أي نماذج حصل عليها أعضاء رئيسيون في الكونجرس أو الرئيس أو مسؤولي دار سك العملة. ومع ذلك فإن هذه العملة مثل عملة النسر الذهبي المزدوج بقيمة 20 دولارًا لعام 1933 (باستثناء "الاستثناء" الذي بيع في عام 2002 بأكثر من 7 ملايين دولار والعشرة ملايين التي عثر عليها لاحقًا) من غير القانوني امتلاكها وستكون عرضة للمصادرة.
بدأت عملية سك دولار السلام مرة أخرى في عام 2021. أعلن مسؤولو دار سك العملة الأمريكية عن نيتهم مواصلة سك دولارات السلام في عام 2023 وما بعده.

### إصدار وزارة الخزانة الأمريكية للدولارات: بيع جي أس إيه
بسبب حجم ووزن عملات الدولار تدوولت بشكل ضئيل طوال تاريخها باستثناء الغرب (خاصة في الكازينوهات في أوائل إلى منتصف القرن العشرين حيث كانت تستخدم على نطاق واسع سواء على الطاولات أو في ماكينات القمار). ونتيجة لذلك شحنت العملات المعدنية عمومًا إلى واشنطن وخزنت في خزائن وزارة الخزانة الأمريكية؛ وفي بعض الأحيان وصل عدد هذه المخازن إلى مئات الملايين.
كانت هذه الأكياس شائعة جدًا كهدايا عيد الميلاد، ومع ذلك من ثلاثينيات القرن العشرين إلى أوائل الستينيات أصدرت العديد من الأكياس سنويًا للبنوك في جميع أنحاء البلاد لتوزيعها كهدايا. في نوفمبر 1962 أثناء التوزيع السنوي اكتشف وجود بعض العملات النادرة والقيمة لا تزال مغلقة في أكياسها الأصلية وكلها في حالة غير متداولة بين ملايين العملات الدولارية التي لا تزال في خزائن الخزانة. اصطف هواة جمع العملات والمستثمرون والتجار لشرائها في أكياس بقيمة 1000 دولار وتبادلوا شهادات الفضة مقابل العملات المعدنية. قبل هذا الحدث كانت القطعة النادرة جدًا في سلسلة مورجان هي 1903-O والتي كانت الأغلى على الإطلاق في المجموعة بأكملها. اكتشف وجود ملايين من هذه العملات ذات التاريخ المحدد في خزائن الخزانة؛ وتشير التقديرات إلى أن 84% من إجمالي العملات النقدية ظلت في هذه الأكياس دون أن يمسها أحد لمدة 60 عامًا وكلها في حالة غير متداولة. مع أنها لا تزال باهظة الثمن نسبيًا في الدرجات المتداولة إلا أنه يمكن الحصول على عينات غير متداولة مقابل مبلغ متواضع مقارنة بالتواريخ الشائعة.
في 25 مارس 1964 أعلن وزير الخزانة سي. دوغلاس ديلون أن شهادات الفضة لم تعد قابلة للاستبدال بالدولارات الفضية. وبعد ذلك صدر قانون آخر عن الكونجرس بتاريخ 24 يونيو 1967 ينص على أنه يمكن استبدال شهادات الفضة بسبائك الفضة لمدة عام واحد حتى 24 يونيو 1968.
وفي أعقاب ذلك قامت الخزانة بجرد مخزونها المتبقي من عملات الدولار وعثرت على ما يقرب من 3000 كيس تحتوي على 3 ملايين عملة. كانت العديد من العملات المتبقية عبارة عن دولارات صادرة عن دار سك النقود في مدينة كارسون والتي كانت تحمل علاوة حتى في ذلك الوقت. وضعت العملات المعدنية في حاملات بلاستيكية صلبة خاصة ومنحت إدارة الخدمات العامة (GSA) ترخيصًا لبيعها للجمهور في سلسلة من مبيعات البريد. أجريت خمس مبيعات في عامي 1973 و1974 ولكن المبيعات كانت ضعيفة والنتائج لم تكن مبهرة. كان هناك الكثير من الشكاوى بين مشتريي العملات المعدنية حيث صرح العديد منهم بأن حكومة الولايات المتحدة لا ينبغي لها أن تتدخل في "تجارة العملات المعدنية" خاصة بالنظر إلى أن الحكومة أنفقت ما يزيد قليلاً عن دولار واحد لسك وتخزين كل عملة. بعد هذه المبيعات بقيت أكثر من مليون قطعة نقدية غير مباعة.
ظلت هذه العملات محفوظة حتى عام 1979-1980 حيث بيعت العملات المتبقية في ظل ظروف فوضوية وسط سوق المعادن الثمينة المتقلبة بشكل غير عادي (محاولة الإخوة الثلاثة هانت احتكار سوق الفضة). بعد أن نشرت إدارة الخدمات العامة العطاءات الدنيا في نوفمبر 1979 أعلنت في 2 يناير 1980 أن تلك العطاءات الدنيا لم تعد صالحة، وأن مقدمي العطاءات المحتملين سوف يتعين عليهم "الاتصال" برقم مجاني للحصول على العطاءات الدنيا الحالية. ثم في 21 فبراير بعد 13 يومًا من بدء عملية المزايدة رسميًا غير الحد الأقصى لعدد العملات المعدنية لكل مزايد من 500 إلى 35. وفي ظل هذه الظروف المربكة انتهى الأمر بالعديد من المزايدين إلى عدم الحصول على أي عملات معدنية على الإطلاق. تدفقت الشكاوى مرة أخرى إلى الكونجرس ولكن الضرر كان قد حدث بالفعل وكانت آخر الدولارات الفضية التي كانت بحوزة وزارة الخزانة الأمريكية قد اختفت.
على مر السنين فصلت العديد من دولارات جي أس إيه من حامليها الخاصين لأغراض التصنيف أو غير ذلك، والآن لا تزال دولارات GSA في حامليها الأصليين غير المنفصلين تحمل قسطًا صغيرًا. بدأت بعض شركات التصنيف التابعة لجهات خارجية في تصنيف العملات المعدنية وهي لا تزال في حاملاتها التابعة لإدارة الخدمات العامة كوسيلة للحفظ مع أن هذا ليس بدون جدال.

### دولار أيزنهاور (1971-1978)

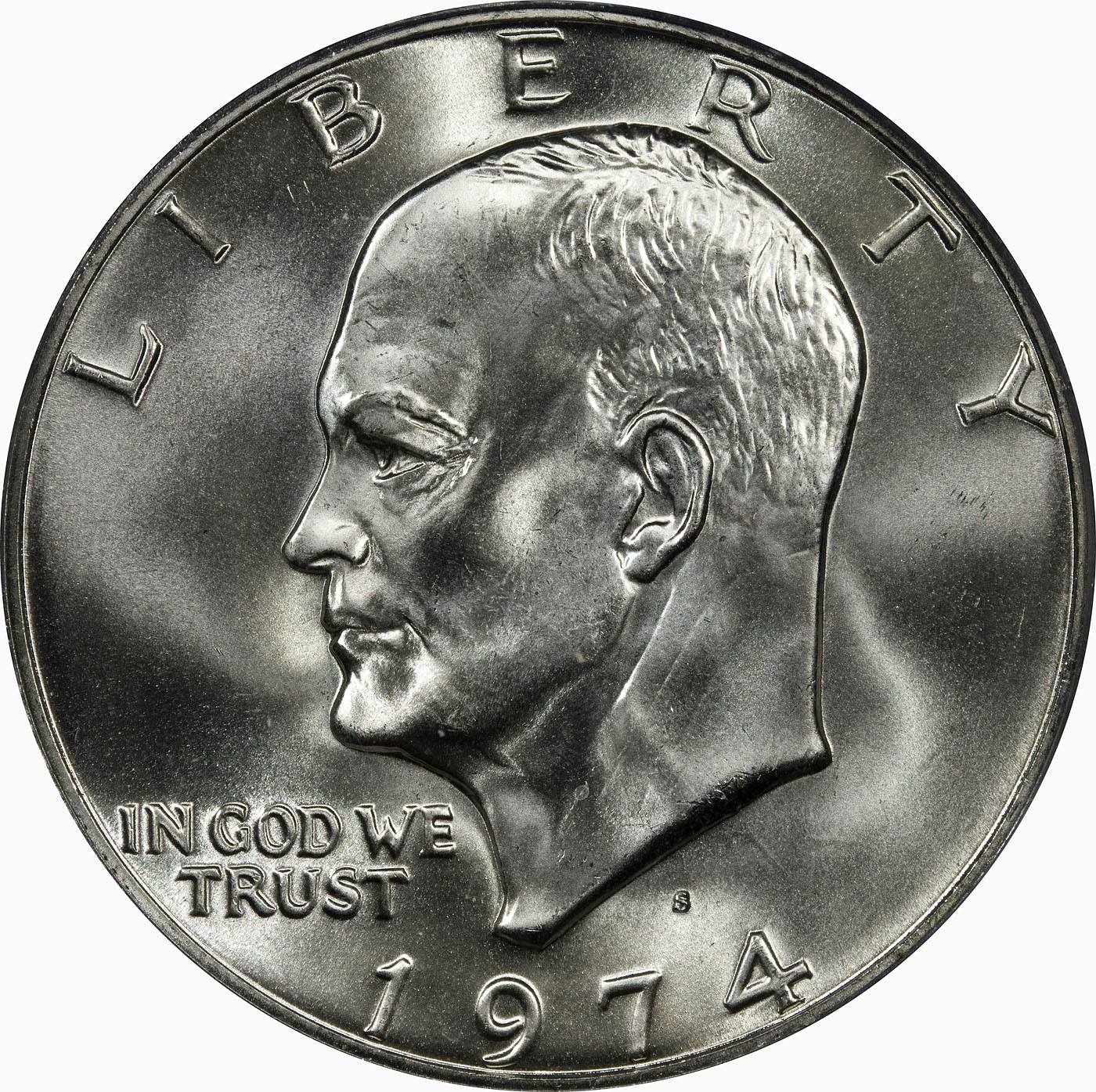
دولار أيزنهاور (الوجه)

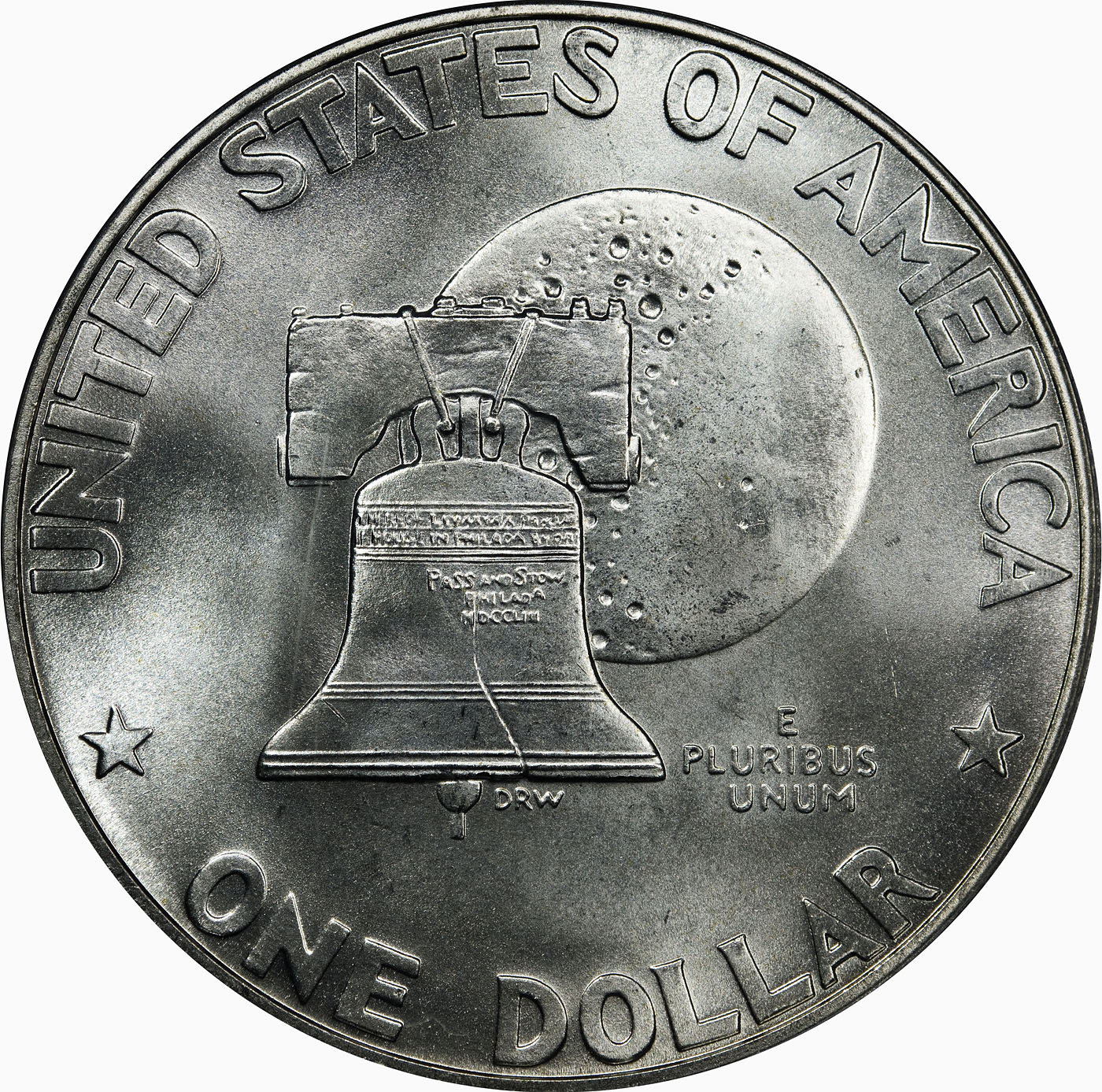
عملة تذكارية بمناسبة الذكرى المئوية الثانية لعامي 1975/1976 (الوجه الخلفي)

من عام 1971 إلى عام 1978 أصدرت دار سك العملة الأمريكية عملات معدنية بالدولار حيث يصور الوجه الرئيس دوايت ديفيد أيزنهاور وأما الظهر فيصور شعار هبوط أبولو 11 على سطح القمر وكلاهما من تصميم كبير النقاشين فرانك جاسبارو. وقد تميز التصميم التذكاري للذكرى المئوية الثانية لعام 1976 الذي أنتج في عامي 1975 و1976 بجرس الحرية والقمر على الوجه الخلفي (صممه دينيس ر. ويليامز) مع الاحتفاظ بوجه أيزنهاور والتاريخين المزدوجين 1776-1976. لم تحتوي دولارات أيزنهاور التي سكت للتداول العام على أي من الفضة أو الذهب بل كانت تتكون بدلاً من ذلك من نفس التركيبة المطلية بالنحاس والنيكل المستخدمة في الدايم والربع ونصف الدولار. وهذا جعل العملات المعدنية المتداولة مقاومة للغاية للتآكل ومثل الفئات الأصغر لا تزال تحتفظ بقدر كبير من اللمعان حتى عند استخدامها على نطاق واسع.
ومن عام 1971 إلى عام 1976 أنتجت الدار أيضًا دولارات مكونة من 40% من الفضة موجهة إلى سوق هواة جمع العملات. كما صدرت إصدارات 1971-1974 في صناديق بنية أو عبوات زرقاء اعتمادًا على ما إذا كانت تجريبية أو غير متداولة. وأنتجت مجموعات مختلفة إلى حد ما للاحتفال بالذكرى المئوية الثانية في العامين التاليين. كما ظلت جميع الإصدارات شائعة جدًا.
لم تكن العملات المعدنية شائعة جدًا ويرجع ذلك في المقام الأول إلى حجمها الكبير ووزنها الذي جعل حملها غير مريح، وحقيقة أن عددًا قليلًا جدًا من آلات البيع كانت مصممة لقبولها. وقد شهدت أكبر استخدام لها في الكازينوهات ولا تزال الرموز المميزة بقيمة دولار واحد في العديد من الكازينوهات في الولايات المتحدة تقترب من حجم ووزن العملات المعدنية. قبل سحب العملات المعدنية التي لا تزال قانونية (وتتوفر أحيانًا في البنوك بناءً على الطلب) لم تكن العديد من الكازينوهات تسك عملاتها الخاصة بل استخدمت بدلاً من ذلك دولار أيزنهاور.

### سوزان ب. أنتوني دولار (1979-1981; 1999)

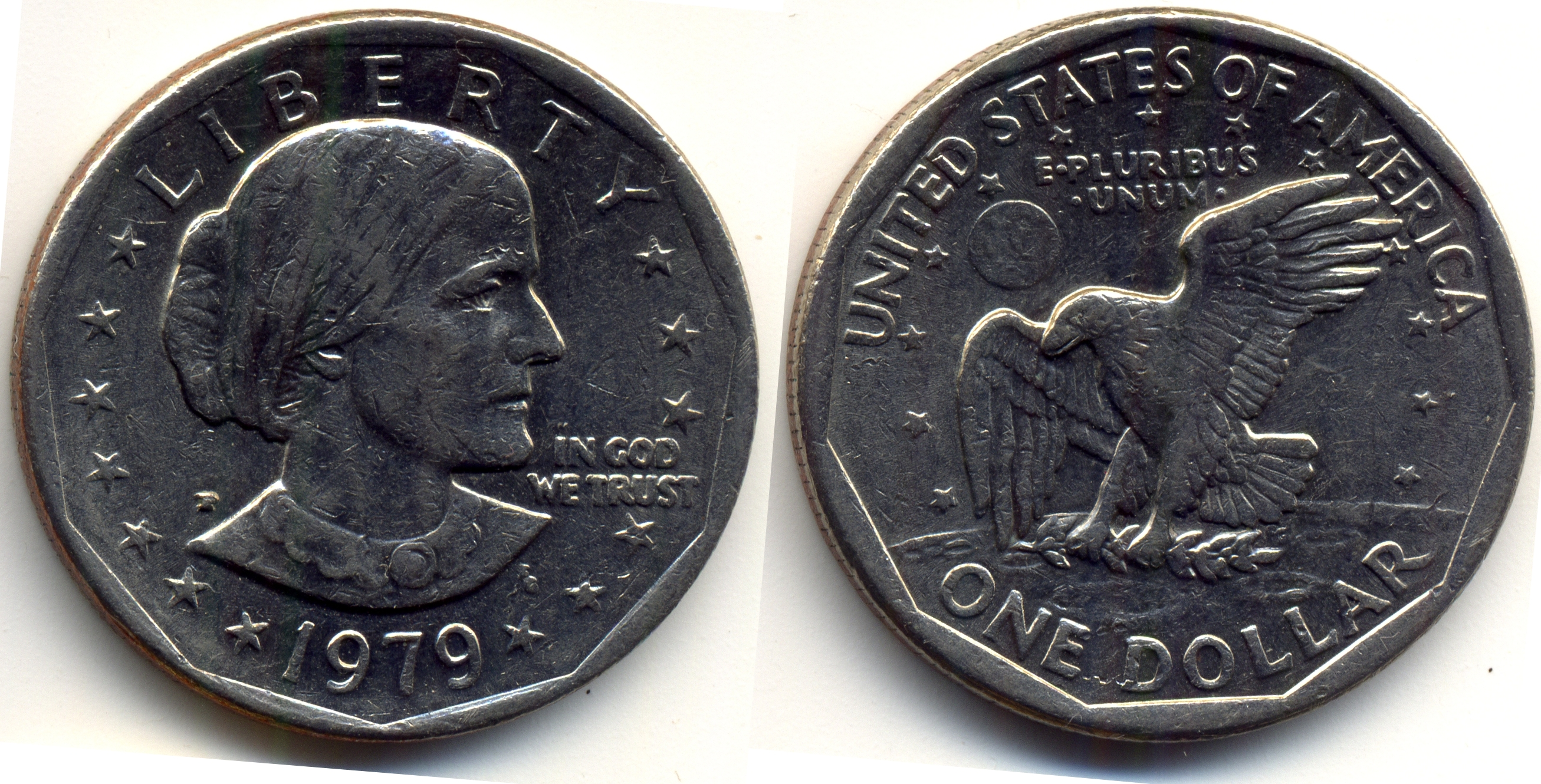
الدولار المزين بشعار أنتوني، 1979

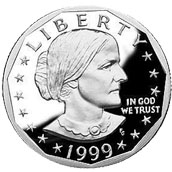
دولار سوزان ب. أنتوني، 1999

من عام 1979 إلى عام 1981 ومرة أخرى في عام 1999، أنتجت دار سك العملة دولارات أنتوني التي تصور ناشطة حق المرأة في التصويت سوزان ب. أنتوني (صممها أيضًا فرانك جاسبارو). وبذلك أصبحت أنتوني أول شخصية أنثى تاريخية تُصور على العملات المتداولة في الولايات المتحدة. حيث كانت العديد من العملات المعدنية المتداولة في وقت سابق تحمل صورًا للنساء من خلال شخصيات رمزية مثل السلام أو الحرية، وظهرت صورة الملكة إيزابيلا ملكة إسبانيا على ربع دولار المعرض الكولومبي لعام 1893 ولكن العملة لم تكن مخصصة للتداول العام. كما كانت دولارات أنتوني مثل دولارات أيزنهاور مصنوعة من قلب نحاسي مغطى بالنيكل والنحاس. أصدرت العملات المعدنية لعام 1981 لهواة الجمع فقط ولكنها تظهر أحيانًا في التداول.
كان يُخلط في كثير من الأحيان بين دولار أنتوني والربع دولار بسبب لونه وحجمه وتصميمه. لم يحظ الإصدار بشعبية كبيرة وعُلّق إنتاجه بعد عام 1981. لكن في عام 1999 ضُرب مرة أخرى عندما كانت احتياطيات الخزانة من العملة المعدنية منخفضة وكان دولار ساكاجاويا لا يزال على بعد عام واحد من الإنتاج. ومع ارتفاع احتياطيات العملات المعدنية كانت العملات المعدنية تُرى في أغلب الأحيان في آلات البيع وأنظمة النقل ومكاتب البريد.

### النسر الفضي الأمريكي (1986 حتى الآن)

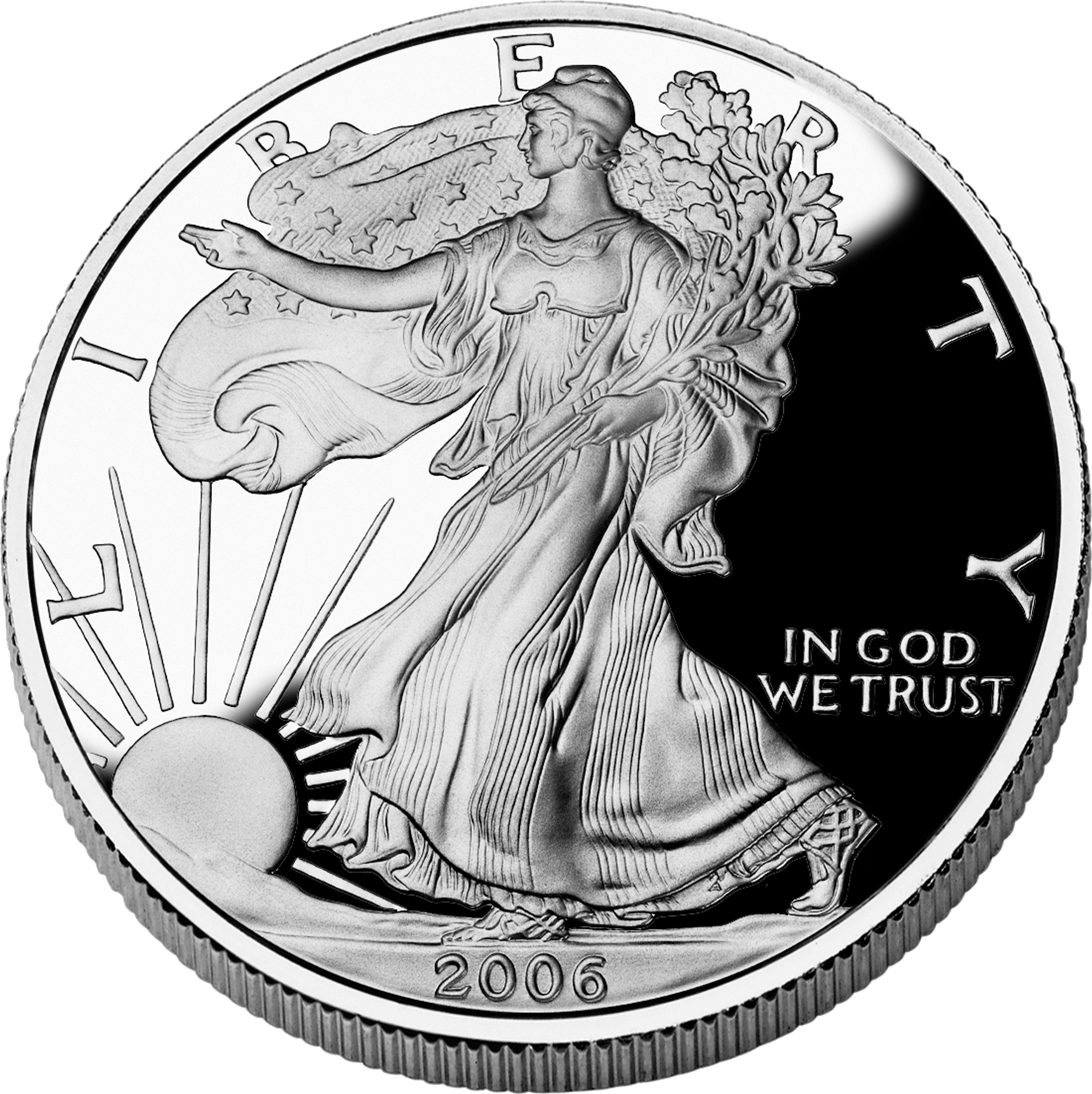
النسر الفضي الأمريكي

النسر الفضي الأمريكي هو العملة الفضية الرسمية للولايات المتحدة. وقد صممت من قبل أدولف أ. وينمان وجون ميركانتي وأصدرت لأول مرة من قبل دار سك العملة الأمريكية في 24 نوفمبر 1986. تُضرب فقط بحجم أونصة تروي واحدة والتي لها قيمة اسمية قدرها دولار واحد ومن المؤكد أنها تحتوي على أونصة تروي واحدة من الفضة النقية بنسبة 99.9٪. رخص بموجب العنوان الثاني من القانون العام 99-61 (قانون عملة الحرية، المعتمد في 9 يوليو 1985) ودُوّن على أنه العنوان 31 من كود الولايات المتحدة المادة 5112 (هـ)-(ح). واعتمد محتواها ووزنها ونقائها من قبل دار سك العملة الأمريكية. فبالإضافة إلى نسخة السبائك أنتجت دار سك العملة الأمريكية نسخة تجريبية ونسخة غير متداولة لهواة جمع العملات المعدنية. أنتج النسر الفضي في ثلاث دور سك عملة: دار سك العملة في فيلادلفيا ودار سك العملة في سان فرانسيسكو ودار سك العملة في ويست بوينت. حيث يمكن استخدام عملة النسر الفضي الأمريكي لتمويل استثمارات حساب التقاعد الفردي.

### دولار ساكاجاويا (2000 حتى الآن)
| عملة الدولار الأمريكي                                                                                  | عملة الدولار الأمريكي                                                                    |
| --- | ---------------------------------------------------------------------------------------- |
| [[\|150px]]                                                                                            |                                                                                          |
| الوجه: ساكاجاويا مع ابنها جان بابتيست شاربونو والشعار الوطني للولايات المتحدة والسنة والحرية في الأعلى | الظهر: النسر في حالة طيران واسم الدولة والقيمة الاسمية وواحد من الكثرة (E pluribus unum) |
| العملة المعدنية المعروفة شعبياً باسم دولار ساكاجاويا                                                    |                                                                                          |

وقد أقر الكونجرس دولار ساكاجاويا في عام 1997 لأنه كان من المتوقع أن ينضب المعروض من دولارات أنتوني في المخزون منذ آخر عملية سك لها في عام 1981. وتحتوي هذه العملات المعدنية على قلب نحاسي مغطى بالنحاس المنغنيز. وقد أدى التأخير في زيادة إنتاج دولار ساكاجاويا إلى سك نهائي لدولارات سوزان بي أنتوني بتاريخ 1999. تُستخدم عملات الدولار بشكل غير متكرر في التجارة العامة. كانت تقدم كعملات معدنية من خلال آلات بيع الطوابع التابعة لخدمة البريد الأمريكية (يو أس بيه أس) وهو ما أدى إلى خلق طلب صغير نسبيًا ولكنه مهم، ولكن خدمة البريد الأمريكية ألغت كل تلك الآلات بحلول عام 2011. كما استخدم في بعض أنظمة مترو الأنفاق والنقل العام مثل آلات بيع التذاكر في مترو بوسطن ومترو مدينة نيويورك.
في عام 1998 أجرت دار سك العملة الأمريكية مسابقة تصميم محدودة للدولار الجديد، ودعت 23 فنانًا إلى تقديم تصميمات تصور ساكاجاويا على الوجه الأمامي ("الرؤوس") والنسر الأصلع الأمريكي على الوجه الخلفي ("الذيول"). وفي نوفمبر 1998 أقيم معرض لـ 123 تصميمًا مقدمًا في قاعة كازا إيطاليانا في واشنطن العاصمة وذلك لطلب التعليقات العامة والخاصة. قدمت مفاهيم التصميم في شكل رسومات وتصورات ومنحوتات ونماذج أولية مصبوبة.
صمم الوجه الأمامي من قبل الفنانة جلينا جوديكر. وتنظرًا لعدم وجود صورة يمكن التحقق منها لساكاجاويا استخدمت جوديكر راندي إل هيدو تيتون وهي طالبة جامعية بجامعة نيو مكسيكو وأحد الهنود الشوشونيين كنموذج للعملة المعدنية.
إذ أن هناك ما يقرب من مليار عملة ساكاجاويا قيد التداول وحوالي 250 مليون في الاحتياطي. وقد قامت دار سك العملة الأمريكية بخفض إنتاج دولارات ساكاجاويا بشكل كبير بعد سكها في عام 2001 مشيرة إلى وجود مخزون كافٍ. ومنذ عام 2002 إلى عام 2008 كان دولار ساكاجاويا لا يزال يُسك لهواة الجمع وكان متاحًا في لفات غير متداولة ومجموعات دار سك العملة ومجموعات إثبات ولكن لم يصدر للتداول العام مرة أخرى حتى تقديم سلسلة الأمريكيين الأصليين في عام 2009.
لقد اهتمت دار سك العملة كثيرًا بإنشاء عملة معدنية بنفس الحجم والوزن والخصائص الكهرومغناطيسية مثل دولار أنتوني ولكن باللون الذهبي. وعلى عكس معظم العملات المعدنية الأخرى المتداولة فإن السبائك المختارة تميل إلى التشويه بشدة أثناء التداول كما هو الحال مع معظم العملات النحاسية مما يؤدي إلى فقدان اللمعان الذهبي، باستثناء المناطق المرتفعة حيث يفرك "الصدأ" بشكل متكرر. في حين أن البعض يعتبر الاسوداد جودة غير مرغوب فيها فإن دار سك العملة تقترح أن تأثير التشويه غير المتساوي يعطي العملات المعدنية "لمسة نهائية عتيقة" "تبرز المظهر وتضيف بعدًا من العمق إلى تصوير ساكاجاويا وطفلها".
تميزت العملة المعدنية بحافة عادية حتى عام 2008 ولكن بدءًا من عام 2009 أضيفت أحرف محفورة إليها. ونقلت علامة السنة والسك من وجه العملة إلى حافتها.
ثم اعتبارًا من عام ٢٠٢٢ لم تعد عملات الدولار شائعة الاستخدام في التجارة الأمريكية باستثناء آلات البيع المستخدمة في وسائل النقل العام وبعض آلات الدفع والعرض وبعض محلات غسل الملابس وماكينات القمار القديمة. لكن من ناحية أخرى اكتسب دولار ساكاجاويا شعبية في السلفادور والإكوادور وبنما حيث يُعد الدولار الأمريكي العملة الرسمية أيضًا.

#### سلسلة الأمريكيين الأصليين
مع إقرار قانون العملة المعدنية الأمريكية الأصلية بقيمة دولار واحد في 20 سبتمبر 2007 بدأت دار سك العملة الأمريكية في تصميم سلسلة من دولارات ساكاجاويا بوجهين معادلين لإحياء ذكرى "الأمريكيين الأصليين والمساهمات المهمة التي قدمتها القبائل الهندية والأمريكيون الأصليون الأفراد في تطوير الولايات المتحدة وتاريخ الولايات المتحدة". وكان من المقرر أن تسك أربعة تصاميم كل منها لمدة عام واحد من عام 2009 إلى عام 2012. وقد أصدرت أول عملة من سلسلة الأمريكيين الأصليين في يناير 2009 وكان لها وجه عكسي يصور امرأة أمريكية أصلية تزرع بذور الأخوات الثلاث مما يرمز إلى مساهمات القبائل الهندية في الزراعة.
ومثل الدولار الرئاسي فإن سنة الإصدار وعلامة دار السك والشعار إي بلوبرس يونم موجودة على حافة العملة بدلاً من الوجه أو الخلف مما يسمح بمساحة أكبر للتصميم. وعلى عكس العملات الرئاسية بقيمة دولار واحد من قبل عام 2009 لا تزال عبارة "إن غاد وي ترست" موجودة على الوجه الأمامي وقاموا بملئ المساحة الفارغة على حافة الحروف بثلاثة عشر نجمة ترمز إلى المستعمرات الثلاثة عشر. وبالإضافة إلى ذلك على عكس أي فئة أخرى من العملات المعدنية الأمريكية المتداولة (ولكن بشكل مشترك مع العملات الرئاسية بقيمة 1 دولار) فإن القيمة محفورة بالأرقام على الوجه الخلفي. كما ينص القانون الذي أقره الكونجرس على أن 20% من إجمالي العملات الدولارية التي تسك في أي عام خلال برنامج العملة الرئاسية بقيمة دولار واحد تكون دولارات ساكاجاويا تحمل التصميم الجديد.
في يناير 2010 أصدر التصميم العكسي الثاني في السلسلة والذي كان يحمل موضوع "الحكومة" و"شجرة السلام العظيمة". يصور الوجه الخلفي لعملة ساكاجاويا لعام 2010 حزام هياواثا وخمسة أسهم مرتبطة ببعضها البعض لتمثل الوحدة مع نقش "هاودينوسوني" وهو مرادف لاتحاد الإيروكوا ويعني "شعب البيت الطويل". عثر على نقش آخر على طول الحافة السفلية للنص العكسي "قانون السلام العظيم" (ترجمة إنجليزية لـغاياناشاغوا دستور اتحاد الإيروكوا). لقد استخدم قانون السلام العظيم كنموذج لدستور الولايات المتحدة. تهدف الروابط الأربعة الموجودة على الحزام إلى أن ترمز إلى أربع من الأمم الخمس لاتحاد الإيروكوا وهي أمم الموهوكوأونييدا وكايوجا وسينيكا. تمثل شجرة الصنوبر الأبيض الشرقي في منتصف الحزام الأمة الخامسة أونونداغا وهي تصور شجرة السلام.

### عملات الدولار الرئاسية (2007-2016؛ 2020)
في ديسمبر 2005 قرر الكونجرس إنشاء سلسلة جديدة من العملات المعدنية بقيمة دولار واحد لتكريم الرؤساء الأميركيين السابقين. وفي عام 2007 أنتجت عملات رئاسية بأربعة تصاميم مختلفة. وستنتج أربعة تصاميم أخرى كل عام تكريماً للرؤساء حسب ترتيب خدمتهم. (يوجد جروفر كليفلاند على عملتين معدنيتين منذ أن خدم في فترتين غير متتاليتين). ويهدف قانون العملة الرئاسية بقيمة دولار واحد إلى خلق اهتمام متجدد بعملات الدولار المعدنية مثل الذي شوهد خلال برنامج أرباع الولايات الخمسين. ولا يزال ما لا يقل عن ثلث جميع عملات الدولار المنتجة هي عملات ساكاجاويا بينما تشكل العملات المتبقية العملات الرئاسية الأربع التي تنتج سنويًا. وبموجب القانون الاتحادي (العنوان 31 من كود الولايات المتحدة المادة 5112) لا يجوز إصدار عملات معدنية تحمل صورة رئيس حي أو رئيس توفي قبل أقل من عامين.
إن عملة الدولار الرئاسية لها نفس الحجم والتركيب مثل دولار ساكاجاويا. "نحن نثق في الله" وسنة الإصدار وعلامة السك تظهر على الحافة. طرح الدولار الأول للتداول تكريماً لجورج واشنطن في 15 فبراير 2007. ومع ذلك أصبح القرار آر/2764 أتش آر 2764 قانونًا في 26 ديسمبر 2007 الأمر الذي أدى إلى نقل عبارة "نحن نثق في الله" من الحافة إلى الوجه.
أحد الأخطاء الشائعة في سك هذه العملة والتي تقدر بنحو 80 ألف عملة من أصل 300 مليون عملة هو حذف الحروف الموجودة على الحافة مما يتسبب في ظهور حافة خارجية بسيطة. نظرًا لأن الإغفال يتضمن عبارة "نحن نثق في الله" فقد أطلق عليها البعض في وسائل الإعلام الشعبية اسم العملة "الملحدة". الخطأ المزيف (مع أنه قد أبلغ عنه على نطاق واسع في وقت ما) هو التقرير الذي يفيد بأن الحروف على الحافة مقلوبة. ولا تظهر الحروف على الحافة في نفس وقت سك العملات المعدنية مما يسمح ببروز الحروف بشكل طبيعي في أي اتجاه وذلك باستثناء العملات المعدنية الإثباتية حيث يكون التاريخ والكتابة "على الجانب الأيمن لأعلى".
ونتيجة للقيود المفروضة على الميزانية والمخزونات المتزايدة من هذه العملات غير الشعبية نسبياً علق إنتاج عملات الدولار الرئاسية الجديدة للتداول في 11 ديسمبر/كانون الأول 2011 بقرار من وزير الخزانة الأميركي تيموثي إف. جايثنر. وقد كان سك هذه العملات المعدنية مخصصًا حصريًا لهواة الجمع.

### عملات الدولار الأمريكية المبتكرة (2018-2032)
في 20 يوليو 2018 وقع الرئيس دونالد ترامب آنذاك على قانون العملة الأمريكية المبتكرة بقيمة دولار واحد ليصبح قانونًا. ويدعو البرنامج إلى إصدار أربع عملات معدنية جديدة كل عام من عام 2019 حتى عام 2032 "لتكريم الابتكار والمبتكرين من خلال إصدار عملات معدنية بقيمة دولار واحد لكل من الولايات الخمسين ومنطقة كولومبيا والأقاليم الأمريكية الخمسة - بورتوريكو وجوام وساموا الأمريكية وجزر فيرجن الأمريكية وجزر ماريانا الشمالية". أصدرت عملة معدنية تمهيدية تخليدًا لذكرى توقيع جورج واشنطن على أول براءة اختراع قانونية للبلاد في ديسمبر 2018. حاليًا تسك العملات المعدنية لهواة الجمع فقط.

## التصاميم
| عملات الدولار الفضية: - دولار الشعر المتدفق ١٧٩٤-١٧٩٥ - دولار تمثال نصفي ملفوف ١٧٩٥-١٨٠٣ - نسر صغير مغطى ١٧٩٥-١٧٩٨ - نسر شعاري مغطى ١٧٩٨-١٨٠٣، ١٨٠٤ (إصدار غير عادي) - دولار غوبريشت ١٨٣٦-١٨٣٩ - دولار ليبرتي الجالسة ١٨٤٠-١٨٧٣ - [عملة الحرية الجالسة، بدون شعار ١٨٤٠-١٨٦٥ - [عملة الحرية الجالسة، بشعار ١٨٦٦-١٨٧٣ - دولار تجاري ١٨٧٣-١٨٧٨ (عملات تجارية ونسخ نقدية)، ١٨٧٩-١٨٨٥ (نسخ نقدية) فقط - دولار مورغان ١٨٧٨-١٩٠٤، ١٩٢١ - دولار السلام ١٩٢١-١٩٣٥ - دولار السلام (نقش بارز) ١٩٢١ - دولار السلام (نقش منخفض) ١٩٢٢-١٩٢٨، ١٩٣٤-١٩٣٥ - النسر الفضي الأمريكي ١٩٨٦ حتى الآن | عملات الدولار الذهبية: - رأس الحرية (حجم صغير) ١٨٤٩-١٨٥٤ - رأس هندي (حجم كبير) ١٨٥٤-١٨٨٩ - رأس هندي صغير ١٨٥٤-١٨٥٦ - رأس هندي كبير ١٨٥٦-١٨٨٩ عملات دولار مطلية بالنحاس والنيكل: - دولار أيزنهاور ١٩٧١-١٩٧٤، ١٩٧٧-١٩٧٨ - الذكرى المئوية الثانية ١٩٧٥-١٩٧٦ (جميعها مؤرخة عام ١٩٧٦) - دولار سوزان ب. أنتوني ١٩٧٩-١٩٨١، ١٩٩٩ عملات دولار ذهبية من نحاس منغنيز: - دولار ساكاجاويا (وجه النسر) ٢٠٠٠-٢٠٠٨ - دولار ساكاجاويا (سلسلة الأمريكيين الأصليين) ٢٠٠٩-حتى الآن - عملات الدولار الرئاسية ٢٠٠٧-٢٠١٦، ٢٠٢٠ - دولار الابتكار الأمريكي ٢٠١٨-٢٠٣٢ |